# Boisseilles
Boisseilles (en wallon, Bwesseye, Bwèssèye /bwɛ.'sɛj/) est un hameau belge de l'ancienne commune de Foy-Notre-Dame, situé dans la commune de Dinant et la province de Namur.
Le hameau abrite un château.

## Étymologie
- Bacilla (873)
- Bacelles (1326)
- Baezalle (1472)
- Basseille (1522)
- Boisseilles (à partir du XVIIe siècle)